# Frédéric III de Brunswick-Calenberg-Göttingen
Pour les articles homonymes, voir Frédéric III.
Frédéric III (1424 – 5 mars 1495), dit « le Turbulent » (der Unruhige, Turbulentus), est duc de Brunswick-Lunebourg de 1473 à 1484.

## Biographie
Frédéric « le Turbulent » est le fils aîné de Guillaume Ier « le Victorieux » et Cécile de Brandebourg. Il devient prince de Calenberg et de Göttingen en 1473, conjointement avec son frère cadet, Guillaume II « le Jeune ». Lorsque leur père meurt, en 1482, Guillaume et Frédéric deviennent également princes de Brunswick-Wolfenbüttel.
Les deux frères procèdent à un partage en 1483 : Frédéric garde Calenberg et Göttingen, Guillaume retient Wolfenbüttel. Cependant, dès l'année suivante, Guillaume fait emprisonner son frère et récupère Calenberg et Göttingen.

## Mariages
En 1463, Frédéric III épouse Anne (1414 – 4 avril 1474), fille d'Éric de Brunswick-Grubenhagen et veuve d'Albert III de Bavière. Le 10 mai 1483, il se remarie avec Marguerite (morte en 1535), fille du comte Conrad V de Rietberg. Ces deux unions restent sans descendance.